# Arachnacris tenuipes
Arachnacris tenuipes är en insektsart som beskrevs av Christoph Gottfried Andreas Giebel 1861. Arachnacris tenuipes ingår i släktet Arachnacris och familjen vårtbitare. Inga underarter finns listade i Catalogue of Life.